# Schloss Sarcenat
Schloss Sarcenat ist ein Landschloss in der Auvergne zwischen den Ortschaften Orcines und Clermont-Ferrand im Département Puy-de-Dôme. Es ist bekannt als Geburtsort von Pierre Teilhard de Chardin.
Koordinaten: 45° 47′ 45″ N, 3° 1′ 46,2″ O